# Brugdeskaret
Brugdeskaret (norwegisch für Riesenhaischarte) ist eine Scharte im ostantarktischen Königin-Maud-Land. In der Gjelsvikfjella liegt sie im Gebiet der Troll-Station.
Wissenschaftler des Norwegischen Polarinstituts benannten sie 2007 in Anlehnung an die Benennung des benachbarten Gebirgskamms Brugda.